# 南東北春日リハビリテーション病院
南東北春日リハビリテーション病院（みなみとうほくかすがリハビリテーションびょういん）は、福島県須賀川市に所在し、医療法人社団三成会が運営する病院。正式名称は、医療法人社団三成会 南東北春日リハビリテーション病院（いりょうほうじんしゃだんさんせいかい みなみとうほくかすがリハビリテーションびょういん）。

## 概要
- 南東北グループ（本院：総合南東北病院）の施設。
- 病床数は60床（回復期リハビリテーション病棟）
- 介護老人保健施設春日リハビリテーション・ケアセンター、春日通所リハビリテーション、春日訪問看護ステーション、春日居宅介護支援事業所を併設するる。

## 沿革
- 2001年9月 - 医療法人社団三成会を設立。
- 2002年4月 - 医療法人社団三成会 春日病院（一般病棟19床、療養病棟41床）として開院。
- 2003年7月 - 訪問看護ステーション、居宅介護支援事業所を開設。
- 2004年
  - 4月 - 通所リハビリテーションを開設。
  - 9月 - 病院を須賀川市南上町に移転、介護老人保健施設を併設（福島県初の介護老人保健施設併設病院となる）。
- 2005年
  - 6月 - 療養病床（60床）を回復期リハビリテーション病棟へ変更。
  - 7月 - 春日病院から南東北春日リハビリテーション病院へ改称。

## 診療科
- 脳神経外科
- 内科
- 放射線科
- 形成外科・皮膚科・美容外科
- 眼科
- リハビリテーション科

## 交通アクセス
- JR須賀川駅下車、「上野中町」バス停から徒歩3分
- JR須賀川駅から自家用車で約10分